# Christliche Kirchen-Ordnung
Christliche Kirchen-Ordnung är en koralbok från Erfurt 1542. Ur koralboken hämtades minst en melodi 1646 till Mönsteråshandskriften som senare används i 1819 års psalmbok till psalmerna nr 86 och 94.

## Psalmer
- Guds rena Lamm, oskyldig (1695 nr 150, 1819 nr 94) "Melodiens huvudtext" Finns på Wikisource.
  - Du går, Guds Lamm, du milda (1819 nr 86) Finns på Wikisource.